# Gran Premi de França del 1995
Resultats del Gran Premi de França de Fórmula 1 de la temporada 1995, disputat al circuit de Nevers Magny-Cours el 2 de juliol del 1995.

## Resultats
| Posició | Número | Pilot                    | Equip                  | Voltes | Temps/ Retirada  | Pos. de sortida | Punts |
| ------- | ------ | ------------------------ | ---------------------- | ------ | ---------------- | --------------- | ----- |
| 1       | 1      | Michael Schumacher       | Benetton - Ford        | 72     | 1h 38' 28. 429   | 2               | 10    |
| 2       | 5      | Damon Hill               | Williams - Renault     | 72     | + 31.309 s       | 1               | 6     |
| 3       | 6      | David Coulthard          | Williams - Renault     | 72     | + 1' 02.826 min. | 3               | 4     |
| 4       | 25     | Martin Brundle           | Ligier - Mugen -Honda  | 72     | + 1' 03.293 min. | 9               | 3     |
| 5       | 27     | Jean Alesi               | Ferrari                | 72     | + 1' 17.869 min. | 4               | 2     |
| 6       | 14     | Rubens Barrichello       | Jordan - Peugeot       | 71     | + 1 Volta        | 5               | 1     |
| 7       | 8      | Mika Häkkinen            | McLaren - Mercedes     | 71     | + 1 Volta        | 8               |       |
| 8       | 26     | Olivier Panis            | Ligier - Mugen - Honda | 71     | + 1 Volta        | 6               |       |
| 9       | 15     | Eddie Irvine             | Jordan - Peugeot       | 71     | + 1 Volta        | 11              |       |
| 10      | 30     | Heinz-Harald Frentzen    | Sauber - Ford          | 71     | + 1 Volta        | 12              |       |
| 11      | 7      | Mark Blundell            | McLaren - Mercedes     | 70     | + 2 Voltes       | 13              |       |
| 12      | 28     | Gerhard Berger           | Ferrari                | 70     | + 2 Voltes       | 7               |       |
| 13      | 24     | Luca Badoer              | Minardi - Ford         | 69     | + 3 Voltes       | 17              |       |
| 14      | 9      | Gianni Morbidelli        | Footwork - Hart        | 69     | + 3 Voltes       | 16              |       |
| 15      | 4      | Mika Salo                | Tyrrell - Yamaha       | 69     | + 3 Voltes       | 14              |       |
| 16      | 22     | Roberto Moreno           | Forti F1 - Ford        | 66     | + 6 Voltes       | 24              |       |
| NC      | 17     | Andrea Montermini        | Pacific - Ilmor        | 62     | No classificat   | 21              |       |
| Ret     | 29     | Jean-Christophe Boullion | Sauber - Ford          | 48     | Caixa canvi      | 15              |       |
| Ret     | 16     | Bertrand Gachot          | Pacific - Ilmor        | 24     | Caixa canvi      | 22              |       |
| Ret     | 23     | Pierluigi Martini        | Minardi - Ford         | 23     | Caixa canvi      | 20              |       |
| Ret     | 2      | Johnny Herbert           | Benetton - Renault     | 2      | Virolla          | 10              |       |
| Ret     | 10     | Taki Inoue               | Footwork - Hart        | 0      | Col·lisió        | 18              |       |
| Ret     | 3      | Ukyo Katayama            | Tyrrell - Yamaha       | 0      | Col·lisió        | 19              |       |
| Ret     | 21     | Pedro Diniz              | Forti F1 - Ford        | 0      | Virolla          | 23              |       |

## Altres
- Pole: Damon Hill 1' 17. 225

- Volta ràpida: Michael Schumacher 1' 20. 218 (a la volta 51)